# Alluaudia
Alluaudia és un gènere de plantes amb flor que pertany a la família de les didiereàcies.

## Descripció
Alluaudia són unes espècies que creixen amb alguns brots emergents, arbustius o en forma d'arbre amb un tronc de fins a 50 cm de diàmetre i de 10 a 15 m d'alçada. Les espines en forma d'agulla, es posen individualment sobre els brots. A sota de les espines, disposades en espiral, apareix una única fulla, obovada o semicircular en els nous brots. En una etapa posterior, dues fulles oposades creixen en brots curts cada any, amb el costat estret cap amunt.
L'espècie Alluaudia dumosa es diferencia d'aquest creixement pel fet que les espines i fulles reduïdes són transitòries.
Les inflorescències són grans o petites, cimoses o daurades, tenen flors simples de color blanc, verd pàl·lid, groc o vermellós amb un diàmetre de fins a 1 cm. Tenen entre 8 a 10 estams estan doblegats cap enrere i entre 3 a 4 grans lòbuls de l'estigma s'estenen. Els fruits fan una mida de 2 a 6 mm i contenen llavors amb aril.

## Distribució i hàbitat
Les espècies del gènere es distribueixen de les regions àrides del sud i sud-oest de Madagascar.

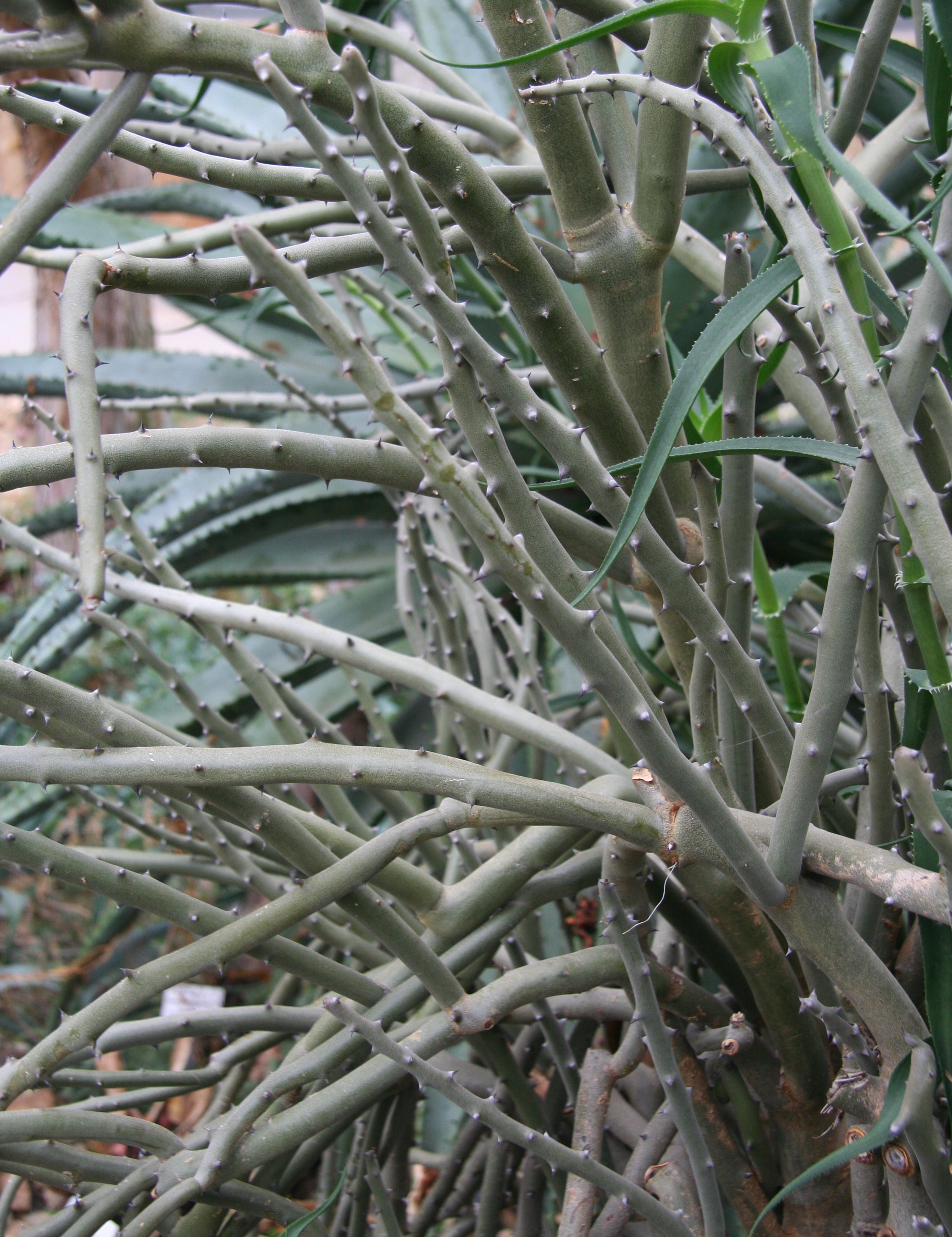
Secció Androyella: Alluaudia dumosa

## Taxonomia
El gènere va ser descrit per (Drake) Drake i publicat a Bull. Mus. Hist. Nat. (Paris) 9: 37, a l'any 1903. L'espècie tipus del gènere és Alluaudia procera (Drake) Drake.
Com a sinònim del gènere Alluaudia és Didierea subg. Alluaudia Drake (1901).
Etimologia
Alluaudia: gènere que va ser dedicat a l'explorador francès François Alluaud (1861-1949).

## Seccions i espècies
El gènere es divideix en dues seccions:
- Secció Alluaudia: de fulla frondosa, amb brots verticals, gruixuts i poc ramificats; amb nombre de cromosomes 2n = 240
  - Alluaudia ascendens (Drake) Drake
  - Alluaudia montagnacii Rauh
  - Alluaudia procera (Drake) Drake (Sinònim: Didierea procera Drake)

- Secció Androyella Z.A.Rabesa: fulles escamoses o planta frondosa amb brots penjants, prims i molt ramificats; nombre de cromosomes 2n = 48 o 2n = 192
  - Alluaudia comosa (Drake) Drake
  - Alluaudia dumosa (Drake) Drake
  - Alluaudia humbertii Choux